# Europese PGA Tour 1993
De Europese PGA Tour 1993 was het tweeëntwintigste seizoen van de Europese PGA Tour en bestond uit 39 toernooien.
Dit seizoen stond er twee nieuwe toernooien op de kalender: het Madeira Island Open en het Kronenbourg Open. Het Monte Carlo Open verdween van de kalender.

## Kalender
| Data  | Data  | Toernooi                             | Baan                                     | Land             | Winnaar           | Score | Score | Info           |
| ----- | ----- | ------------------------------------ | ---------------------------------------- | ---------------- | ----------------- | ----- | ----- | -------------- |
| 14-01 | 17-01 | Madeira Island Open                  | Porto Santo Golf                         | Portugal         | Mark James        | 281   | -7    | Nieuw toernooi |
| 28-01 | 31-01 | Dubai Desert Classic                 | Emirates Golf Club                       | V.A.E.           | Wayne Westner     | 274   | -14   |                |
| 04-02 | 07-02 | Johnnie Walker Asian Classic         | Singapore Island Country Club            | Singapore        | Nick Faldo        | 269   | -11   |                |
| 11-02 | 14-02 | Turespana Iberia-Open de Canarias    | Golf del Sur                             | Spanje           | Mark James        | 275   | -13   |                |
| 18-02 | 21-02 | Moroccan Open                        | Royal Golf Club Agadir                   | Marokko          | David Gilford     | 279   | -9    |                |
| 25-02 | 28-02 | Turespaña Masters Open de Andalucia  | Iberostar Golf Novo Sancti Petri         | Spanje           | Andrew Oldcorn    | 285   | -3    |                |
| 04-03 | 07-03 | Open Mediterrania                    | Campo de Golf del Parador de El Saler    | Spanje           | Frank Nobilo      | 279   | -9    |                |
| 11-03 | 15-03 | Turespaña Open de Baleares           | Santa Ponsa Golf                         | Spanje           | Jim Payne         | 277   | -11   |                |
| 18-03 | 21-03 | Portuguese Open                      | Pestana Vila Sol                         | Portugal         | David Gilford     | 275   | -13   |                |
| 25-03 | 28-03 | Kronenbourg Open                     | Garda Golf & Country Club                | Italië           | Sam Torrance      | 284   | -4    | Nieuw toernooi |
| 01-04 | 04-04 | Open de Lyon                         | Golf Club de Lyon                        | Frankrijk        | Costantino Rocca  | 267   | -21   |                |
| 08-04 | 11-04 | Masters Tournament                   | Augusta                                  | Verenigde Staten | Bernhard Langer   |       |       |                |
| 15-04 | 18-04 | Roma Masters                         | Country Club Castelgandolfo              | Italië           | Jean van de Velde | 281   | -7    |                |
| 22-04 | 25-04 | Heineken Open                        | Club de Golf Osona Montanyà              | Spanje           | Sam Torrance      | 201   | -15   | 3 ronden       |
| 29-04 | 02-05 | Air France Cannes Open               | Golf de Cannes-Mougins                   | Frankrijk        | Rodger Davis      | 271   | -13   |                |
| 06-05 | 09-05 | Benson & Hedges International Open   | St. Mellion International Resort         | Engeland         | Paul Broadhurst   | 276   | -12   |                |
| 13-05 | 16-05 | Peugeot Spanish Open                 | Club Jarama R.A.C.E.                     | Spanje           | Joakim Haeggman   | 275   | -13   |                |
| 20-05 | 23-05 | Lancia Martini Italian Open          | Modena Golf & Country Club               | Italië           | Greg Turner       | 267   | -21   |                |
| 28-05 | 31-05 | Volvo PGA Championship               | The Wentworth Club                       | Engeland         | Bernhard Langer   | 274   | -14   |                |
| 03-06 | 06-06 | Dunhill British Masters              | Woburn Golf Club                         | Engeland         | Peter Baker       | 266   | -22   |                |
| 10-06 | 13-06 | Honda Open                           | Gut Kaden Golf und Land Club             | Duitsland        | Sam Torrance      | 278   | -10   |                |
| 17-06 | 13-06 | US Open                              | Baltustoll Golf Club                     | Verenigde Staten | Lee Janzen        |       |       |                |
| 17-06 | 20-06 | Jersey European Airways Open         | La Moye Golf Club                        | Jersey           | Ian Palmer        | 268   | -20   |                |
| 24-06 | 27-06 | Peugeot Open de France               | Le Golf National                         | Frankrijk        | Costantino Rocca  | 273   | -11   |                |
| 01-07 | 04-07 | Carroll's Irish Open                 | Mount Julliet Golf Club                  | Ierland          | Nick Faldo        | 276   | -12   |                |
| 09-07 | 12-07 | Bell's Scottish Open                 | Gleneagles King's Course                 | Schotland        | Jesper Parnevik   | 271   | -9    |                |
| 15-07 | 18-07 | The Open Championship                | Royal St George's Golf Club              | Engeland         | Greg Norman       | 267   | -13   |                |
| 22-07 | 25-07 | Heineken Dutch Open                  | Noordwijkse Golfclub                     | Nederland        | Colin Montgomerie | 281   | -7    |                |
| 29-07 | 01-08 | Scandinavian Masters                 | Forsgårdens Golfklubb                    | Zweden           | Peter Baker       | 278   | -10   |                |
| 05-08 | 08-08 | BMW International Open               | Golfclub München Eichenried              | Duitsland        | Peter Fowler      | 267   | -21   |                |
| 12-08 | 15-08 | USPGA Championship                   | Inverness Golf Club                      | Verenigde Staten | Paul Azinger      |       |       |                |
| 12-08 | 15-08 | Hohe Brucke Austrian Open            | Colony Club Gutenhof                     | Oostenrijk       | Ronan Rafferty    | 274   | -14   |                |
| 19-08 | 22-08 | Murphy's English Open                | Marriott Forest of Arden G & CC          | Engeland         | Ian Woosnam       | 269   | -19   |                |
| 26-08 | 29-08 | Volvo German Open                    | Golf Club Hubbelrath                     | Duitsland        | Bernhard Langer   | 269   | -19   |                |
| 02-09 | 05-09 | Canon European Masters               | Golf Club Crans-sur-Sierre               | Zwitserland      | Barry Lane        | 270   | -18   |                |
| 09-09 | 12-09 | GA European Open                     | East Sussex National Golf & Country Club | Engeland         | Gordon Brand Jr.  | 275   | -13   |                |
| 16-09 | 19-09 | Trophée Lancôme                      | Golf de Saint-Nom-la-Bretèche            | Frankrijk        | Ian Woosnam       | 267   | -13   |                |
| 30-09 | 03-10 | Mercedes German Masters              | Stuttgarter Golf-Club Solitude           | Duitsland        | Steven Richardson | 271   | -17   |                |
| 07-10 | 10-10 | Piaget Belgian Open                  | Royal Zoute Golf Club                    | België           | Darren Clarke     | 270   | -14   |                |
| 21-10 | 24-10 | Toyota World Match Play Championship | The Wentworth Club                       | Engeland         | Corey Pavin       | -     |       |                |
| 28-10 | 31-10 | Madrid Open                          | Real Club de la Puerta de Hierro         | Spanje           | Des Smyth         | 272   | -16   |                |
| 04-11 | 07-11 | Volvo Masters                        | Valderrama Golf Club                     | Spanje           | Colin Montgomerie | 274   | -10   |                |

## Order of Merit
De Order of Merit wordt gebaseerd op basis van het verdiende geld.
| Rang | Speler            | Land          | Prijzengeld (€) |
| ---- | ----------------- | ------------- | --------------- |
| 1    | Colin Montgomerie | Schotland     | 859.156         |
| 2    | Nick Faldo        | Engeland      | 782.234         |
| 3    | Ian Woosnam       | Wales         | 701.895         |
| 4    | Bernhard Langer   | Duitsland     | 657.397         |
| 5    | Sam Torrance      | Schotland     | 589.859         |
| 6    | Costantino Rocca  | Italië        | 565.413         |
| 7    | Peter Baker       | Engeland      | 543.184         |
| 8    | Darren Clarke     | Noord-Ierland | 517.545         |
| 9    | Gordon Brand Jr.  | Schotland     | 514.625         |
| 10   | Barry Lane        | Engeland      | 474.906         |